# Гутор, Михаил Дмитриевич
Михаил Дмитриевич Гутор (2 августа 1859 — после октября 1917) — российский военачальник, генерал-майор, участник русско-турецкой войны 1877—1878 годов, военный востоковед-тюрколог.
Способствовал развитию прикладного востоковедения на Кавказе, оставил после себя труды по грамматике турецкого и персидского языков для учащихся офицерских подготовительных школ.

## Биография
Ведёт своё происхождение из дворян Черниговской губернии.
Прошёл обучение в 3-м военном Александровском училище и Николаевской инженерной академии. Затем окончил два класса в Николаевской Академии Генерального штаба.
В 1877 году начал службу в 33-й артиллерийской бригаде, затем в 1882 году переведён в Динабургскую артиллерийскую бригаду. В 1885 году стал обер-офицером 30-й артиллерийской бригады.
С 1887 по 1890 год получил востоковедческое образование на офицерских курсах восточных языков при Азиатском департаменте российского Министерства иностранных дел. В ходе обучения освоил турецкий и арабский языки.
После обучения в 1890 году он был прикомандирован к штабу Кавказского военного округа, а в 1895 году был назначен старшим помощником старшего адъютанта штаба Кавказского военного округа. В 1896 году ему было пожаловано воинское звание подполковника, а в 1899 он становится старшим адъютантом штаба Кавказского военного округа. В 1903 году ему присваивают звание полковника, и на следующий год он начинает исполнять обязанности начальника военных сообщений Кавказского военного округа.
В 1909 году был прикомадирован к штабу Кавказского военного округа, в 1912 году временно исполнял обязанности заведующего Тифлисской окружной офицерской подготовительной школы восточных языков.
В 1913 году ему было присвоено звание генерал-майора, а в 1914 году он стал начальником Тифлисской школы прапорщиков. Был членом комиссии по отбору кандидатов от Кавказского военного округа для поступления в Восточный институт и на офицерские курсы при Азиатском департаменте. Совместно с преподавателем М. А. Векиловым и М. Ш. Мурзаевым составил несколько грамматик персидского и турецкого языков. Кроме этого, выпустил учебник по истории Персии и Турции, который широко использовался при обучении офицеров-востоковедов Кавказского военного округа.
В октябре 1917 года уволился с военной службы.